# 杰德堡
杰德堡（英语：Jedburgh/ˈdʒɛdbərə/；低地苏格兰语：Jeddart/Jethart），是英国苏格兰苏格兰边区的一个城镇，位于苏格兰边区南部。总人口约4千人。